# Ихтиопланктон

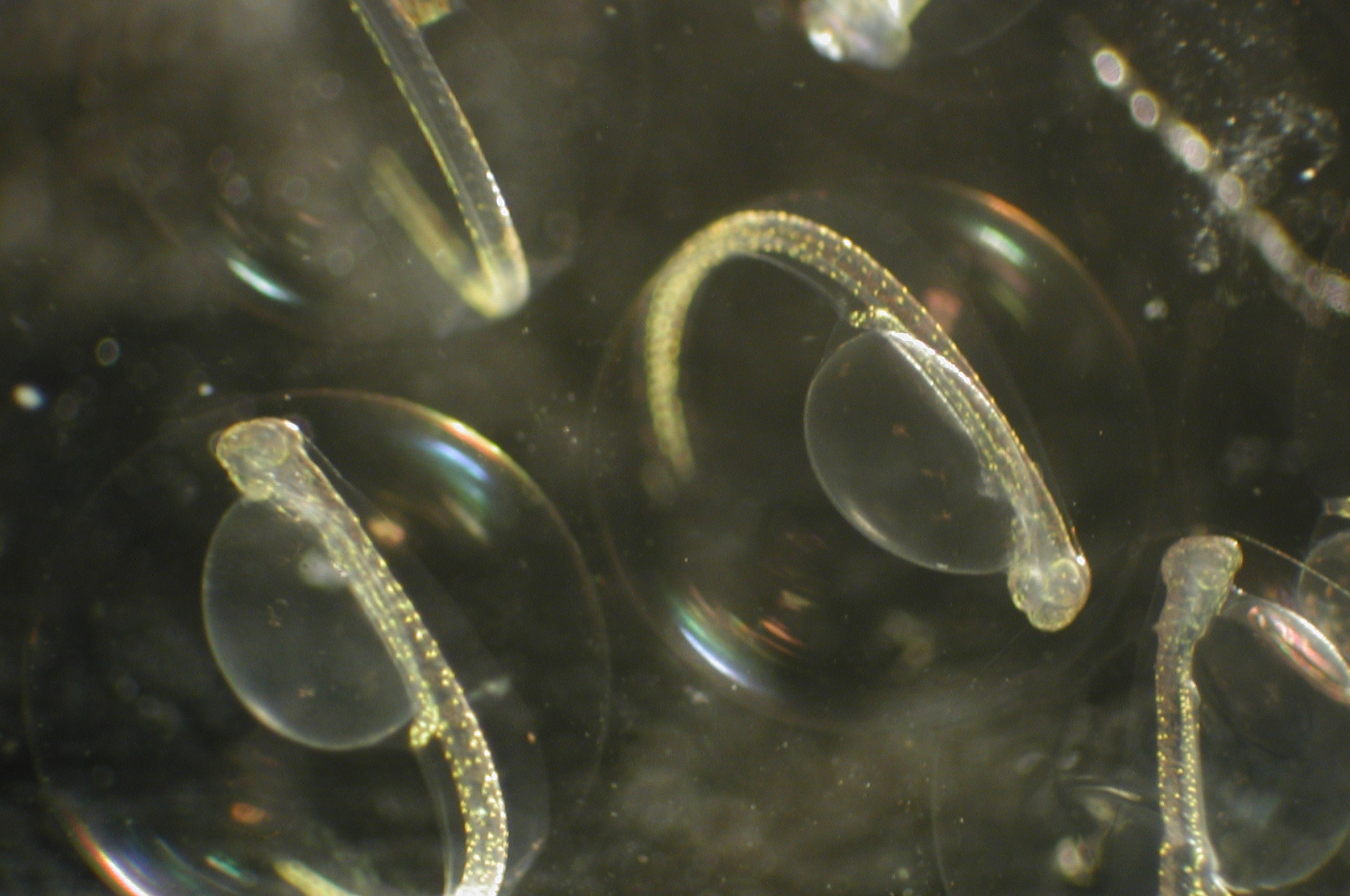
Пелагическая икра рыб — типичный компонент ихтиопланктона (зоопланктона)

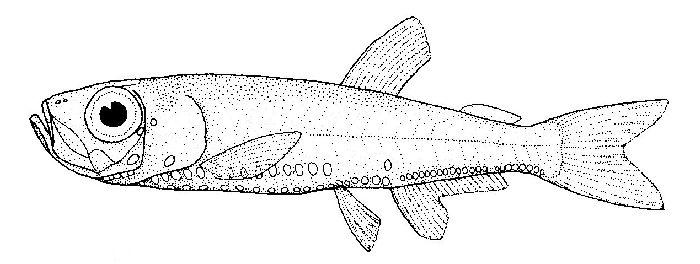
Мавролик Мюллера (Maurolicus muelleri) — типичный представитель океанического ихтиопланктона, образующий крупные скопления в пелагиали

Ихтиопланкто́н (греч. ἰχθύς [ихтю́с] — рыба, πλανκτον [планктон] — блуждающие) — разновидность зоопланктона, представляющая собой совокупность пелагической икры, пелагических личинок и молоди рыб, а также взрослых рыб, постоянно обитающих в толще воды — пелагиали, не способных противостоять течениям. Ихтиопланктон встречается в пресных, солоноватых и морских водах. Типичные планктонные рыбы обладают ограниченными возможностями для активного плавания на всех стадиях жизненного цикла.
Обычно термин «ихтиопланктон» рассматривают в узком смысле, подразумевая лишь пелагические эмбриональные и ранние онтогенетические стадии развития личинок и молоди рыб, тогда как в широком смысле сюда относят также и всех морских пелагических рыб, не способных совершать активных горизонтальных перемещений. Распространение ихтиопланктона в пресных водах, главным образом в реках, происходит вниз по течению. В морских водах миграция ихтиопланктона осуществляется как в пределах шельфа и внешней шельфовой зоны, так и в открытом океане и над океаническими подводными поднятиями, за счёт дрейфа с водными массами прибрежных и крупных океанических течений.
Ихтиопланктон играет важную роль в питании как самих рыб, так и других позвоночных и беспозвоночных гидробионтов.

## Видовой состав ихтиопланктона
В пресных водоёмах к ихтиопланктону принадлежит главным образом пелагическая икра и личинки рыб, например, у таких карповых (Cyprinidae) рыб-пелагофилов, как чехонь (Pelecus cultratus), уклейка (Alburnus alburnus) и дальневосточных  рыб — белого толстолобика (Hypophthalmichthys molitrix) и пёстрого толстолобика (Aristichthys nobilis).
К океаническому ихтиопланктону относят как ранние пелагические стадии развития рыб, так и многих взрослых рыб, населяющих пелагиаль. Из морских рыб к ихтиопланктону относятся карликовые, длиной 2—5 см, рыбки, населяющие глубокие слои пелагиали — циклотоны рода Cyclothone и другие представители семейства гоностомовых (Gonostomatidae) отряда Стомиеобразные (Stomiiformes), меламфаи рода Melamphaes семейства Melamphaidae отряда Стефанобериксообразные (Stephanoberyciformes), мелкие светящиеся анчоусы семейства Миктофовые (Myctophidae) отряда Миктофообразные (Myctophiformes), так и многие более крупные, длиной до 30—50 см, как, например, малоактивные обитатели этого биотопа — нитехвостые угри семейства Немихтиевые (Nemichthyidae) отряда Угреобразные (Anguilliformes), мешкороты отряда Мешкоротообразные (Saccopharyngiformes), хаулиоды рода Chauliodus семейства Стомиевые (Stomiidae) отряда Стомиеобразные и другие.
К ихтиопланктону относятся и все рыбы, движущиеся при помощи ундулирующих (волнообразных) движений непарных плавников, например, глубоководные пелагические удильщики надсемейства Цератиеподобные Ceratioidea отряда Удильщикообразные (Lophiiformes), а также очень крупные, а иногда и гигантские, как, например, четыре вида лун-рыб семейства Луны-рыбы (Molidae) отряда Иглобрюхообразные(Tetraodontiformes) и два вида сельдяных королей семейства Ремнетелые (Regalecidae) отряда Опахообразные (Lampriformes).
Самыми крупными представителями ихтиопланктона являются обыкновенная луна-рыба (Mola mola), длина которой достигает 3,33 м (по некоторым сведениям даже 5,5 м), а масса — до 2235 кг, и сельдяной король (Regalecus glesne), достигающий длины 8—11 м.